# Afropomus balanoideus
Afropomus balanoideus – gatunek ślimaka z rodziny Ampullariidae, endemit zachodniej Afryki, jedyny przedstawiciel rodzaju Afropomus. Występuje na niewielkim obszarze, prawdopodobnie tylko w niektórych rzekach Sierra Leone, Liberii oraz zachodniej części Wybrzeża Kości Słoniowej; stwierdzenie ze zlewni rzeki Cross River w Nigerii okazało się błędne. Jest gatunkiem rzadko spotykanym, zagrożonym wyginięciem. Jego siedliska są bardzo zróżnicowane. Są to rowy, strumienie i małe rzeki. Afropomus balanoideus potrzebuje wysokiego poziomu tlenu i obszarów czystej wody.